# 1915 في ألمانيا
فيما يلي قوائم الأحداث التي وقعت خلال عام 1915 في ألمانيا.

## كتب
من الكتب التي صدرت هذه السنة في ألمانيا:
- 1 يناير – قفزات فانج لون الثلاث من تأليف ألفرد دوبلن.

## مواليد

### يناير
- 1 يناير – إيفا بوحريش كاتبة ألمانية.
- 4 يناير – ماري لويز فون فرانز
- 30 يناير – يواخيم بيبر عسكري ألماني.

### مارس
- 11 مارس – كارل كرولوف
- 24 مارس – باول لورينتسن
- 25 مارس – جورج وليام أمير هانوفر
- 28 مارس – كرت ألاند

### أبريل
- 7 أبريل – ألبيرت أوتو إيريشمان
- 16 أبريل – ألفريد أوتو شفيده مترجم ألماني.

### يوليو
- 4 يوليو – كونراد شوبرت فيزيائي ألماني.
- 24 يوليو – غونتر شويغرمان

### أغسطس
- 31 أغسطس – جريتل براون شقيقة إيفا بروان.

### سبتمبر
- 6 سبتمبر – فرانز جوزيف ستراوس سياسي ألماني.
- 15 سبتمبر – هيلموت شون لاعب ومدرب كرة قدم ألماني.

### نوفمبر
- 26 نوفمبر – إنجي كينج

### ديسمبر
- 24 ديسمبر – إيرما هاردر
- 29 ديسمبر – جيرهارد ماير ممثل ألماني.

## وفيات

### فبراير
- 27 فبراير – هانز فون بيرليبش (مواليد 1850)

### مارس
- 6 مارس – إيبرهارد فراس (مواليد 1862) إحاثي ألماني.
- 18 مارس – أوتو فيديجن (مواليد 1882)

### أبريل
- 9 أبريل – فريدريك لوفلر (مواليد 1852)

### مايو
- 10 مايو – كارل لامبرخت (مواليد 1856) مؤرخ ألماني.

### يونيو
- 28 يونيو – كارل كرايبيلين (مواليد 1848)

### يوليو
- 15 يوليو – إرنست هاينريش جورج (مواليد 1854) عالم نبات ألماني.

### أغسطس
- 31 أغسطس – كارل تيودور ألبرشت (مواليد 1843) عالم فلك ألماني.

### سبتمبر
- 8 سبتمبر – هوغو شيف (مواليد 1834) كيميائي ألماني.

### أكتوبر
- 2 أكتوبر – فرانز باومان (مواليد 1846)
- 22 أكتوبر – تيودور لانغهانز (مواليد 1839)

### نوفمبر
- 14 نوفمبر – جريجور كراوس (مواليد 1841) عالم نبات ألماني.
- 24 نوفمبر – هيرمان سولمز-لوباخ (مواليد 1842) عالم نبات.
- 25 نوفمبر – ميشال بريال (مواليد 1832)

### ديسمبر
- 19 ديسمبر – ألويس ألزهايمر (مواليد 1864)